# Niedere Weihen
Unter den niederen Weihen (lateinisch [ordines] minores) wird eine Form der Beauftragung zu Diensten in der Kirche verstanden, die im Lauf der Kirchengeschichte verschiedene Ausprägungen und theologische Gewichtungen hatte. Kleriker, die die niederen Weihen empfangen hatten, wurden auch als Minoristen bezeichnet.

## Historische Entwicklung
Im heutigen liturgischen und sakramententheologischen Verständnis der römisch-katholischen Kirche werden die niederen Weihen als Sakramentalien und nicht als Sakramente aufgefasst. Die Unterscheidung von Sakrament und Sakramentale ist neuzeitlich; dies gilt es festzuhalten, damit aufgrund der heutigen Sichtweise nicht die historische Entwicklung des Weihesakramentes (Ordo) missverstanden wird.
Mit der Beschneidung des Haupthaares, der Tonsur, wurde der Kandidat zum Kleriker und eo ipso in einen geistlichen Heimatverband (Diözese, Ordensgemeinschaft) inkardiniert und war damit berechtigt, eine Pfründe zu erhalten. Dies war der Grund, warum sich vom Mittelalter bis in die Neuzeit nachgeborene Adelige zu so genannten Minoristen (Männer, die die niederen Weihen erhielten) haben weihen lassen. Sie waren pfründeberechtigt, konnten sich aber im Zweifel wieder von den Weiheversprechen dispensieren lassen, wenn die adelige Familienplanung dies erforderte.
Die niederen Weihen stammen aus einer Zeit, als in der Kirche für jeden der unten aufgeführten Dienste eine eigene Segnung vollzogen wurde, entwickelten sich aber wie der Subdiakonat und Diakonat im Laufe der Zeit zu einer reinen Vorstufe der Priesterweihe ohne praktische Ausübung des jeweiligen Dienstes. Die Unterscheidung von Weihe, Segnung und Konsekration ist bis in die Neuzeit weder begrifflich noch inhaltlich sauber vollzogen.
Nicht nur die Spendung der niederen Weihen wurde in der römisch-katholischen Kirche 1973 abgeschafft, sondern auch die Weihe selbst. Paul VI. ordnete im Motu Proprio Ministeria quaedam an, dass die niederen Weihen als Dienste aufzufassen sind, die auch Laien übertragen werden können. In Ordensinstituten und Gesellschaften apostolischen Lebens, die die Liturgie in der außerordentlichen Form des römischen Ritus feiern, werden sie hingegen weiterhin gespendet. In den orthodoxen Kirchen vor allem des byzantinischen Ritus gibt es die entsprechenden Ämter der niederen Weihen weiterhin. Auch in einigen Bruderschaften der deutschen hochkirchlichen Bewegung werden diese Weihen gespendet.

## Stufen der niederen Weihen
Die einzelnen Stufen der niederen Weihen sind in aufsteigender Reihenfolge:
- Ostiarier (seit dem 3. Jahrhundert)

Aufgaben:
- Das Öffnen, Bewachen und Verschließen der Kirchentüren (bei der Opfermesse durften in der alten Kirche keine Ungetauften teilnehmen, dazu kam während der römischen Christenverfolgungen die Warnung vor sich nähernden Soldaten)
- das Läuten der Glocken

- Lektor (seit dem 4. Jahrhundert)

Aufgabe: das Vortragen der Lesungen aus der Heiligen Schrift (vor allem Lesungen aus dem Alten Testament)
- Exorzist (seit dem 3. Jahrhundert)

Aufgabe: mit Erlaubnis des Bischofs die Ausführung von Exorzismen. Mit dem Exorzistat wurde dem Geweihten (als Kirchenamt) auch die Obsorge für die kranken Gläubigen übertragen. Nach den Vorstellungen des Konzils von Trient sollte der Exorzist in der Kirche als Ordner auftreten, sollte ansagen wann aufzustehen ist, wann Kniebeugen und wann Kreuzzeichen zu machen sind.
- Akolyth (seit dem 3. Jahrhundert)

Aufgaben:
- Dienste des Ceroferars (Leuchterträger) und Kruziferars (Kreuzträger), die Sorge für die Kerzen und den Messwein
- die Assistenz des Subdiakons und des Diakons bei der Bereitung des Altares, der Spendung der heiligen Kommunion und der Purifikation der Gefäße

In den orthodoxen Kirchen wird auch die Weihe zum Subdiakon zu den niederen Weihen gezählt, da dort der Diakonat, Presbyterat und Episkopat immer als die drei höheren Weihen galten; in den katholischen Kirchen des Westens wurden hingegen meist als die drei höheren Weihen die (nichtsakramentale) Subdiakons-, die (theologisch sicher) sakramentale Diakonats- und die (dogmatisch als Sakrament definierte) Priesterweihe gezählt.

## Abschaffung der Spendung und der Stufen durch Papst Paul VI.
Um der „Anpassung an die heutigen Erfordernisse in der ganzen Lateinischen Kirche“ willen verfügte Paul VI in dem Motu proprio Ministeria quaedam am 15. August 1972 unter anderem die Abschaffung von Spendung und Stufen der niederen Weihen. Was bisher so bezeichnet wurde, solle fortan als Dienst (ministerium, munus) bezeichnet werden, der auch Laien übertragen werden könne. Auch der Subdiakonat, der in der römisch-katholischen Kirche die erste Stufe der höheren Weihen war, wurde abgeschafft.
Lektorat und Akolythat sollten mit der Neuordnung durch Ministeria quaedam in einer Beauftragung zu diesen Diensten für Kandidaten des priesterlichen Dienstes und männliche Laien fortgeführt werden, wobei der Akolyth auch Funktionen des früheren Subdiakons übernahm. In Deutschland werden als Lektoren und Akolythen nur Priesterkandidaten beauftragt; ihre Aufgaben werden indes oft von Laien beiderlei Geschlechts, etwa den Ministranten, übernommen. Im Schlussdokument der Amazonassynode von 2019 wurde Papst Franziskus ersucht, die Beauftragung von Frauen als Akolythinnen und Lektorinnen zu erlauben. Der Papst kam dem am 10. Januar 2021 mit dem Motu proprio Spiritus Domini nach, worin mit dem Abschnitt VIII die liturgischen Laiendienste des Akolythen und Lektors beiden Geschlechtern auf Dauer übertragen werden können.